# Jane Bowles
Jane Bowles, geboren als Jane Auer (New York, 22 februari 1917 – Málaga, 4 mei 1973), was een Joods-Amerikaanse schrijfster.
Zij bracht het grootste deel van haar jeugd door in Woodmere op Long Island. Op 15-jarige leeftijd kreeg zij tuberculose. Zij werd daarvoor in een sanatorium in Zwitserland behandeld, maar zou haar hele leven daar last van blijven houden. Na dit verblijf in Europa keerde zij in 1934 terug naar New York. Hier begon zij te experimenteren met biseksualiteit.
Zij trouwde met de schrijver en componist Paul Bowles in 1938. Het echtpaar Bowles woonde in New York tot 1947. Daarna verhuisde Paul naar Tanger (Marokko) waar Jane een jaar later ook naartoe trok.
Bowles wordt gezien als een writers' writer en is onbekend bij het grote publiek. Tennessee Williams, Truman Capote en John Ashbery beschouwden haar als een van de beste en meest onderschatte Amerikaanse schrijfsters aller tijden. Als gevolg van overmatig drankgebruik kreeg zij een beroerte in 1957, toen zij 40 was. Haar gezondheid ging daarna steeds verder achteruit. Jane Bowles stierf op 56-jarige leeftijd in een Spaanse kliniek.

## Bibliografie

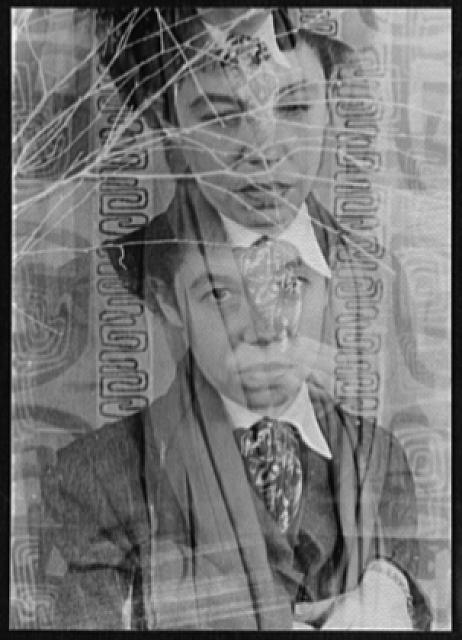
Portret (1951) door Carl Van Vechten